# Air Caraïbes
Air Caraïbes es la aerolínea regional del Caribe francés. su hub principal se encuentra en Pointe-à-Pitre en Guadalupe. Opera rutas regulares y chárter sirviendo a varias islas en el Caribe. Air caribes también opera rutas trasatlánticas desde París usando un Airbus A330 bajo la marca del Air Caraïbes Atlantique, la aerolínea actualmente tiene código compartido con Air France y LIAT, su principal hub es el Aeropuerto Internacional de Pointe-à-Pitre y el secundario es el Aeropuerto Internacional de Martinique Aimé Césaire, Fort-de-France.

## Historia
Air Caraïbes comenzó como una necesidad de tener una aerolínea regional respondiendo a las necesidades de los territorios franceses, la compañía fue fundada en julio de 2000 a través de la unión de varias aerolíneas locales (Air Guadeloupe, Air Martinique, Air St Barthélémy, Air St Martin).

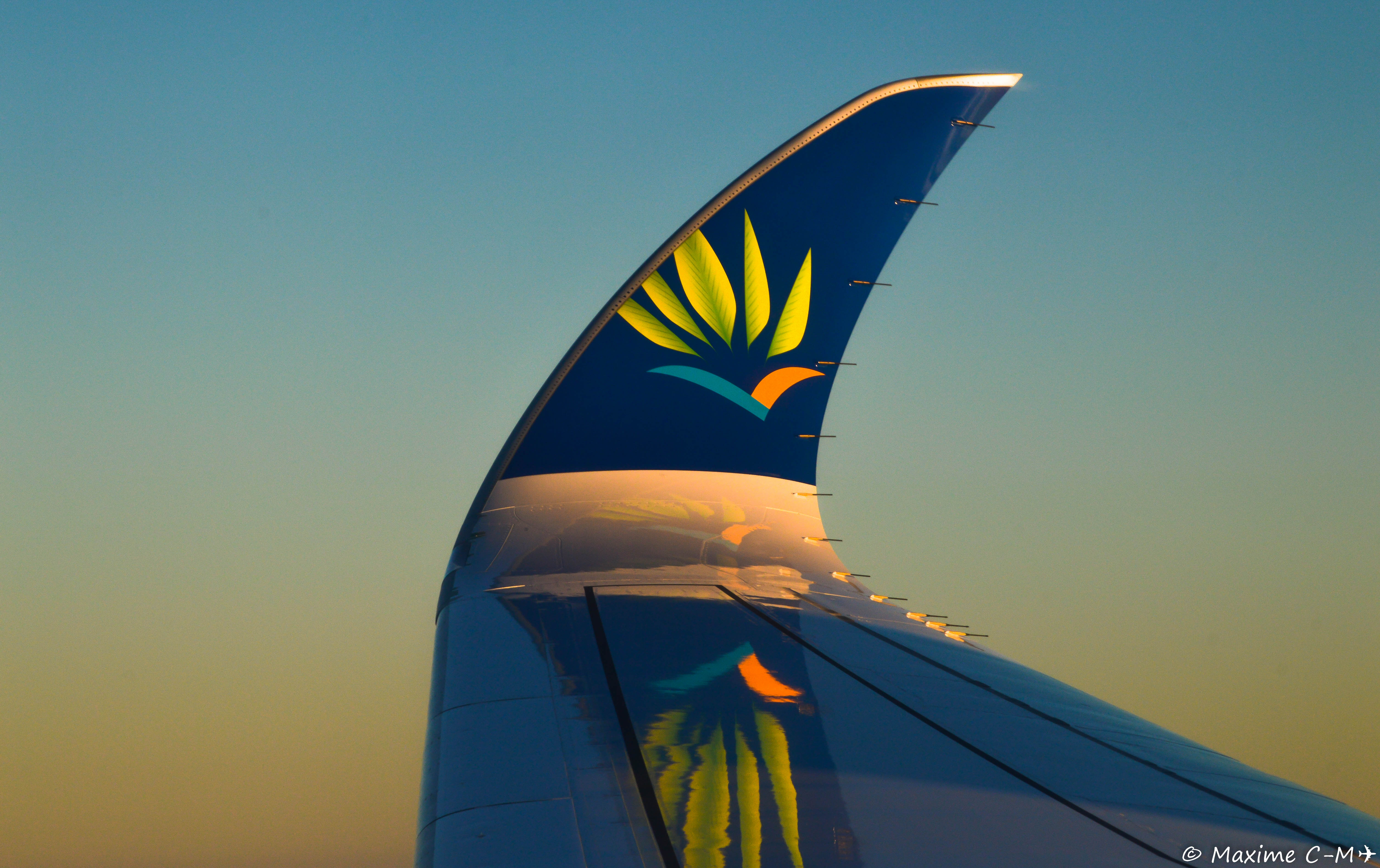
Un Airbus A350 de Air Caraïbes en vuelo

En el 2002, 445,000 pasajeros volaron con Air Caraïbes y ganó 68 millones de Euros en ingresos. La aerolínea es parte de la alianza Carib Sky y tiene una alianza con las siguientes: aerolíneas LIAT (Leeward Islands Air Transport) y Winair (Windward Islands Airways).
Air Caraïbes fue establecida como Societe Caribéenne de Transports Aériens y comenzó operaciones en el 2003 usando un Airbus A330-200. El propietario de la aerolínea es el Sr. Groupe Dubreuil (85%) y tiene 627 empleados (en marzo de 2007).
Air Caraïbes usa el sistema Aeropack de Travel Technology Interactive.

## Destinos
Air Caraïbes opera en las siguientes destinos regulares internacionales:
| Países                        | Destinos          | Aeropuertos                                                      |
| África                        | África            | África                                                           |
| ----------------------------- | ----------------- | ---------------------------------------------------------------- |
| Reunión ( Francia)            | Saint-Denis       | Aeropuerto de Saint Denis-Roland Garros (operado por French Bee) |
| Europa                        |                   |                                                                  |
| Francia                       | París             | Aeropuerto de París-Orly (HUB)                                   |
| Norteamérica                  |                   |                                                                  |
| Estados Unidos                | Los Ángeles       | Aeropuerto Internacional de Los Ángeles                          |
| Estados Unidos                | Newark            | Aeropuerto Internacional Libertad de Newark                      |
| Estados Unidos                | San Francisco     | Aeropuerto Internacional de San Francisco                        |
| México                        | Cancún            | Aeropuerto Internacional de Cancún                               |
| El Caribe                     |                   |                                                                  |
| Guadalupe ( Francia)          | Pointe-à-Pitre    | Aeropuerto Internacional de Pointe-à-Pitre HUB                   |
| Guayana Francesa ( Francia)   | Cayena            | Aeropuerto de Cayenne-Rochambeau                                 |
| Haití                         | Puerto Príncipe   | Aeropuerto Internacional Toussaint Louverture                    |
| Martinica ( Francia)          | Fort-de-France    | Aeropuerto Internacional de Martinica Aimé Césaire               |
| República Dominicana          | Punta Cana        | Aeropuerto Internacional de Punta Cana                           |
| República Dominicana          | Santo Domingo     | Aeropuerto Internacional Las Américas                            |
| San Bartolomé ( Francia)      | Gustavia          | Aeropuerto Gustaf III                                            |
| San Martín ( Francia)         | Marigot           | Aeropuerto de Grand-Case Espérance                               |
| Oceanía                       |                   |                                                                  |
| Polinesia Francesa ( Francia) | Papeete (vía SFO) | Aeropuerto Internacional Faa'a (operado por French Bee)          |

### Antiguos destinos
| Países                     | Destinos         | Aeropuertos                                  |
| -------------------------- | ---------------- | -------------------------------------------- |
| Bahamas                    | San Salvador     | Aeropuerto de San Salvador                   |
| Brasil                     | Belém            | Aeropuerto Internacional de Belém            |
| Brasil                     | Macapá           | Aeropuerto Internacional de Macapá           |
| Cuba                       | La Habana        | Aeropuerto Internacional José Martí          |
| Cuba                       | Santiago de Cuba | Aeropuerto Internacional de Santiago de Cuba |
| Estados Unidos             | Miami            | Aeropuerto Internacional de Miami            |
| Haití                      | Cabo Haitiano    | Aeropuerto Internacional de Cabo Haitiano    |
| Panamá                     | Ciudad de Panamá | Aeropuerto Internacional de Tocumen          |
| República Dominicana       | Santo Domingo    | Aeropuerto Internacional Las Américas        |
| San Martín ( Países Bajos) | Philipsburg      | Aeropuerto Internacional Princesa Juliana    |
| Santa Lucía                | Castries         | Aeropuerto George F. L. Charles              |

## Flota

### Flota actual
La flota de Air Caraïbes está formada por las siguientes aeronaves (noviembre de 2024):
| Aeronaves        | En servicio | Pedidos | Pasajeros                                        | Pasajeros                                        | Pasajeros                                        | Pasajeros                                        | Matrículas                                       | Antigüedad                                       |
| Aeronaves        | En servicio | Pedidos | C                                                | W                                                | Y                                                | Total                                            | Matrículas                                       | Antigüedad                                       |
| ---------------- | ----------- | ------- | ------------------------------------------------ | ------------------------------------------------ | ------------------------------------------------ | ------------------------------------------------ | ------------------------------------------------ | ------------------------------------------------ |
| ATR 72-600       | 4           | 1       | —                                                | —                                                | 74                                               | 74                                               | F-OSIX                                           | 8,4 años                                         |
| ATR 72-600       | 4           | 1       | —                                                | —                                                | 74                                               | 74                                               | F-OSIV                                           | 7,5 años                                         |
| ATR 72-600       | 4           | 1       | —                                                | —                                                | 74                                               | 74                                               | F-OSIT                                           | 5,5 años                                         |
| ATR 72-600       | 4           | 1       | —                                                | —                                                | 74                                               | 74                                               | F-OSIL                                           | 0,5 años                                         |
| Airbus A330-200  | 1           | —       | 12                                               | 24                                               | 267                                              | 303                                              | F-OFDF                                           | 26,3 años                                        |
| Airbus A330-300  | 2           | —       | 12                                               | 35                                               | 307                                              | 354                                              | F-ORLY                                           | 18,9 años                                        |
| Airbus A330-300  | 2           | —       | 12                                               | 35                                               | 307                                              | 354                                              | F-HPUJ                                           | 9 años                                           |
| Airbus A350-941  | 3           | —       | 18                                               | 45                                               | 326                                              | 389                                              | F-HHAV                                           | 8,2 años                                         |
| Airbus A350-941  | 3           | —       | 18                                               | 45                                               | 326                                              | 389                                              | F-HNET                                           | 8,1 años                                         |
| Airbus A350-941  | 3           | —       | 18                                               | 45                                               | 326                                              | 389                                              | F-HTRE                                           | 5,8 años                                         |
| Airbus A350-1041 | 4           | —       | 24                                               | 45                                               | 360                                              | 429                                              | F-HMIL                                           | 8,2 años                                         |
| Airbus A350-1041 | 4           | —       | 24                                               | 45                                               | 360                                              | 429                                              | F-HTOO                                           | 4 años                                           |
| Airbus A350-1041 | 4           | —       | 24                                               | 45                                               | 360                                              | 429                                              | F-HSIS                                           | 3,6 años                                         |
| Airbus A350-1041 | 4           | —       | —                                                | 40                                               | 440                                              | 480                                              | F-HAJP                                           | 2,5 años                                         |
| Total            | 14          | 1       | Edad media de la flota (abril de 2025): 8,3 años | Edad media de la flota (abril de 2025): 8,3 años | Edad media de la flota (abril de 2025): 8,3 años | Edad media de la flota (abril de 2025): 8,3 años | Edad media de la flota (abril de 2025): 8,3 años | Edad media de la flota (abril de 2025): 8,3 años |

### Flota histórica
La aerolínea también operó las siguientes aeronaves: